# 亨普斯特德 (德克薩斯州)
亨普斯特德（英語：Hempstead）是一個位於美國德克薩斯州沃勒縣的城市。根據2010年美國人口普查，該地共人口5770人，而該地的面積約為12.90平方千米。同時該地也是沃勒縣的縣治。

## 地理
亨普斯特德的座標為32°30′05″N 29°04′53″W / 32.50139°N 29.08139°W，而該地的平均海拔高度為69米（即227英尺）。